# Nødrygsæk
En nødrygsæk (engelsk: bug-out bag), og relaterede navne såsom tre-døgns sæk eller 72-timers sæk, er en rygsæk eller taske, der indeholder det, man skal bruge for overleve i kortere perioder i tilfælde af, at man bliver nødt til at evakuere, for eksempel i en periode på 3 døgn på grund af en katastrofe. Rygsækken er ofte færdigpakket, så man kan evakuere med det samme.
Da fokus i en nødrygsæk er på evakuering, adskiller den sig derfor noget fra et mere langsigtet overlevelsessæt. Begge typer er populære inden for beredskabskulturen (kaldet prepping eller survivalism på engelsk).